# Echipa națională de baschet masculin a Argentinei
Echipa masculină de baschet a Argentinei este echipa națională care reprezintă Argentina în competițiile interțări oficiale sau amicale de baschet masculin. Echipa este guvernată de Federația Argentiniană de Baschet.
Argentina a fost prezentă de 18 de ori la FIBA AmeriCup, competiție pe care a câștigat-o de două ori. Echipa a jucat de 7 ori la Jocurile Olimpice și de 14 ori la Cupa Mondială de Baschet, competiție pe care a câștigat-o în 1950.